# Ostritca
Ostitca (bułg. Оститца) – szczyt masywu Witosza, w Bułgarii, o wysokości 1696 m n.p.m.